# أكاديمية مصاصي الدماء (مسلسل)
أكاديمية مصاصي الدماء (بالإنجليزية: Vampire Academy)‏ هو مسلسل رعب فنتازيا أمريكي قادم مبني على سلسلة روايات تحمل نفس الاسم. المسلسل من بطولة سيسي سترنجر، دانييلا نيفيس، كيرون مور وأندريه داي كيم. من المقرر صدوره على منصة بيكوك في 15 سبتمبر 2022.

## روابط خارجية
- أكاديمية مصاصي الدماء (مسلسل) على موقع IMDb (الإنجليزية)
- أكاديمية مصاصي الدماء (مسلسل) على موقع روتن توميتوز (الإنجليزية)
- أكاديمية مصاصي الدماء (مسلسل) على موقع كينوبويسك (الروسية)
- أكاديمية مصاصي الدماء (مسلسل) على موقع ألو سيني (الفرنسية)
- أكاديمية مصاصي الدماء (مسلسل) على موقع قاعدة بيانات الفيلم (الإنجليزية)